# سوووو (استان لوبلین)
سوووو (به لهستانی:  Sułów) یک روستا در لهستان است که در گمینا سوووو واقع شده‌است. سوووو ۴۶۰ نفر جمعیت دارد.